# عله (روستا)
 عله  (در عربی:  علَة )
نام روستایی است در دهستان بیت العِمّاد از توابع استان اِب در کشور یمن در شبه جزیره عربستان.

## جمعیت
جمعیت آن (۶۶ ) نفر (۶ خانوار) می‌باشد.